# 軟體電話
軟體電話（Softphone）是能夠在各式電腦平台（如PDA）在網際網路協議基礎上使用的語音會話（VoIP），可以用音效卡連接Headset, 或是USB Phone。
軟體電話最近才開始普及，原因是功能上的突破。早期的軟體電話只能在電腦上互傳音效, 今日已經可以是PC對電話機或電話機對PC互傳音效。且音效品質有極大的改進。
Skype, Google Talk, 和 Vonage 是目前主要的网络电话供应商, 他們提供自家的軟體讓使用者下載並安裝到電腦上。 
目前軟體電話已擁有許多標準電話的特色（DND, Mute, DTMF, Flash, Hold, Transfer 等）還有許多新的特色 Presence, Video, Wideband Audio 還有更多。編解碼為 G.711, GSM 以及 iLBC.

## 配備
- 現代一點的PC, 有 microphone 和 speaker, 或是 headset, 或是 USBphone.
- 網路如DSL, WiFi, cable 或 LAN. 28.8 dial-up modem, 要有足夠頻寬.
- Internet telephony service provider 的帳號.